# Fontanes (Lozère)
Fontanes era una comuna francesa situada en el departamento de Lozère, en la región de Occitania, que el 1 de enero de 2016 pasó a ser una comuna delegada de la comuna nueva de Naussac-Fontanes al fusionarse con la comuna de Naussac.
Tiene una población estimada, a inicios de 2020, de 164 habitantes.

## Demografía
| Gráfica de evolución demográfica de Fontanes (Lozère) entre 1800 y 2020 |
|                                                                         |

Los datos demográficos contemplados en este gráfico de la comuna de Fontanes se han cogido de 1800 a 1999 de la página francesa EHESS/Cassini, y los demás datos de la página del INSEE.